# Androcalva
Androcalva är ett släkte av malvaväxter. Androcalva ingår i familjen malvaväxter.

## Dottertaxa tillAndrocalva, i alfabetisk ordning[1]
- Androcalva adenothalia
- Androcalva aphrix
- Androcalva argentea
- Androcalva beeronensis
- Androcalva bivillosa
- Androcalva crispa
- Androcalva cuneata
- Androcalva fragifolia
- Androcalva fraseri
- Androcalva gaudichaudii
- Androcalva incilis
- Androcalva inglewoodensis
- Androcalva johnsonii
- Androcalva lachna
- Androcalva leichhardtii
- Androcalva leiperi
- Androcalva loxophylla
- Androcalva luteiflora
- Androcalva melanopetala
- Androcalva microphylla
- Androcalva multiloba
- Androcalva pearnii
- Androcalva pedleyi
- Androcalva perkinsiana
- Androcalva perlaria
- Androcalva procumbens
- Androcalva pulchella
- Androcalva reticulata
- Androcalva rosea
- Androcalva rossii
- Androcalva stowardii
- Androcalva tatei
- Androcalva viscidula